# Emil Medycki
Emil Medycki (ur. ok. 1830, zm. 12 stycznia 1898) – pułkownik c. i k. armii.
Był oficerem c. i k. armii. Awansowany do stopnia pułkownika. Służył w 40 pułku piechoty w Rzeszowie. Pełnił funkcję komendanta kadry uzupełniającej w tym mieście. Później przeniesiony w stan spoczynku.
Zmarł 12 stycznia 1898 we Lwowie w wieku 69 lat. Został pochowany 14 stycznia 1898.

## Ordery i odznaczenia
- Order Korony Żelaznej III klasy (1889)[1]
- Krzyż Zasługi Wojskowej z dekoracją wojenną